# Палімбія (заказник)
Палі́мбія — ботанічний заказник місцевого значення. Розташований у Бахмутському районі Донецької області біля села Васюківка. Статус заказника присвоєно рішенням обласної ради н.д. від 25 березня 1995 року. Площа — 50 га. Флористичний склад налічує близько 200 видів, із яких 3 види занесені до Червоної книги України — тюльпан змієлистий, ковила Лессінга, ковила волосиста. Також на території заказника росте дуже рідкісний на південному сході України прикаспійський ендемік палімбія солона.